# Gunung Leuser nationalpark
Gunung Leuser nationalpark är en nationalpark i Indonesien.   Den ligger i provinsen Sumatera Utara, i den västra delen av landet, 1 500 km nordväst om huvudstaden Jakarta. Arean är 9 000 kvadratkilometer.
Årsmedeltemperaturen i trakten är 16 °C. Den varmaste månaden är februari, då medeltemperaturen är 18 °C, och den kallaste är oktober, med 14 °C. Genomsnittlig årsnederbörd är 4 403 millimeter. Den regnigaste månaden är oktober, med i genomsnitt 475 mm nederbörd, och den torraste är februari, med 252 mm nederbörd.